# Stor flamingo
Stor flamingo (Phoenicopterus roseus) er en fugleart, der lever i subsaharisk Afrika.